# Helophis schoutedeni
Genre
Espèce
Synonymes
- Pelophis schoutedeni de Witte, 1942

Helophis schoutedeni, unique représentant du genre Helophis, est une espèce de serpents de la famille des Colubridae.

## Répartition
Cette espèce est endémique dans la République du Congo et la République démocratique du Congo.

## Description
Dans sa description de Witte indique que les deux spécimens en sa possession mesurent environ 54 cm dont 8 cm pour la queue. Ce serpent a un dos et une face ventrale de couleur noire.

## Étymologie
Cette espèce est nommée en l'honneur de Henri Schouteden.

## Publications originales
- de Witte, 1922 : Description d'un ophidien nouveau récolté au Congo par le Dr. Schouteden. Revue de Zoologie Africaine, vol. 10, n. 2, p. 318-319 (texte intégral).
- de Witte & Laurent, 1942 : Contribution à la Faune Herpétologique du Congo belge. Revue de zoologie et de botanique africaines, vol. 36, n. 2, p. 101-115.